# Parusie
Parusie, nebo také paruzie (řecky Παρουσία, což znamená "příchod", nebo "výskyt") v křesťanské teologii znamená tzv. druhý příchod Ježíše Krista na konci věků, kdy Kristus vzkřísí mrtvé a slavnostně vykoná Poslední soud. Parusií se podle přesvědčení většiny křesťanských církví završí dějiny lidstva i celého vesmíru. Tato víra je založena na pasážích z kanonických evangelií a eschatologických motivech (např. ve Zjevení Janově); někdy bývá spojena s představou tisíciletého Kristova království – chiliasmus.
Podle oficiální nauky katolické církve není datum parusie známé, jisté je jen, že jednou přijde. Ježíš k němu v Novém zákoně říká, že toto datum („hodinu“) nezná ani on sám, jen Bůh Otec. Prvotní křesťané věřili, že se parusie dožijí, že nastane náhle a nevypočitatelně.

## Výskyt termínu v textech
Termín parusie se objevuje v Novém zákoně celkem čtyřiadvacetkrát, z toho sedmnáctkrát přímo v souvislosti s Kristem. Toto slovo je také použito v souvislosti s Pavlem (Fp 1, 26 (Kral, ČEP)) a jednou též odkazuje k „tomu zlému“. (2Te 2, 8 (Kral, ČEP))

## Užití termínu v Helénismu a křesťanství
V Helénismu vyjadřuje návštěvu panovníka či vysokého úředníka, v době císařského kultu je jím míněn slavnostní příchod císaře; příležitostně také řeč o parusii bohů.
Nový Zákon používá toto slovo ve vztahu ke starozákonní řeči o vykoupení Boha ze skrytosti  Gn   18 ,  1n (Kral, ČEP);  Ex   3 ,  2n (Kral, ČEP). Je použito v Pavlových listech, v pastorálních listech nahrazen pojmem epifania, objevuje se též v katolických listech.
V církevní tradici se objevuje naděje na parusii zejména v souvislosti s jinými eschatologickými výpověďmi, především při učení o vzkříšení mrtvých, o posledním soudu a věčné odplatě.

## Problematika užití fráze „druhý příchod“
Fráze "druhý příchod Krista" není zcela přesná. Nerozlišuje totiž mezi prvním příchodem Krista v chudobě a druhým příchodem ve slávě a moci, takže vyvolává klamný dojem, že se jedná o repetitivní událost.

## Parusie v evangeliích
V synoptických evangeliích se výpovědi o parusii objevují v řeči o konci světa. Je líčena stylovými prostředky, popisována teofaniemi, zřetelněji zde vystupuje soudcovská funkce Syna člověka (Mt) a je chápána jako den plného osvobození a konečného příchodu Boží vlády (Lk). Zmínka o parusii je zde vždy spojena s varováním bdělosti, neboť není známo dne ani hodiny jejího počátku.

### Evangelium podle Matouše
| „ | Když se pak posadil na Olivetské hoře, přistoupili k němu učedníci o samotě. „Řekni nám, kdy to bude? “ ptali se. „Jaké bude znamení tvého příchodu a konce světa?“ Ježíš jim odpověděl: „Dávejte pozor, aby vás někdo nesvedl. Mnozí přijdou pod mým jménem se slovy: 'Já jsem Mesiáš' a svedou mnohé. (Mt 24, 3–5 (Kral, ČEP)) Tehdy vás budou trápit a zabíjet a kvůli mému jménu vás budou nenávidět všechny národy. Tehdy mnozí odpadnou a budou se vzájemně zrazovat a nenávidět a povstane mnoho falešných proroků a svedou mnohé. (Mt 24, 9–11 (Kral, ČEP)) Kdo však vytrvá až do konce, bude zachráněn. Toto evangelium o Království bude kázáno po celém světě na svědectví všem národům. A potom přijde konec. (Mt 24, 13–14 (Kral, ČEP)) Příchod Syna člověka nastane jako blesk - rozzáří oblohu od východu až na západ. (Mt 24, 27 (Kral, ČEP)) Tehdy se na nebi objeví znamení Syna člověka a tehdy budou všechna pokolení země kvílet a spatří Syna člověka přicházet na nebeských oblacích s velikou slávou a mocí. A on pošle své anděly s hlasitou polnicí a ti shromáždí jeho vyvolené ze čtyř světových stran, od jednoho konce nebe až po druhý (Mt 24, 30–31 (Kral, ČEP)) Ten den a hodinu však nikdo nezná - ani nebeští andělé, ani Syn - jedině sám můj Otec. (Mt 24, 36 (Kral, ČEP)) | “ |

### Evangelium podle Marka
| „ | Když se posadil na Olivetské hoře naproti chrámu, Petr, Jakub, Jan a Ondřej se ho v soukromí ptali: „Řekni nám, kdy to bude. Jaké bude znamení času, kdy se to všechno naplní?“. Ježíš jim začal vysvětlovat: Dávejte pozor, aby vás někdo nesvedl. (Mk 13, 3–5 (Kral, ČEP)) Národ povstane proti národu a království proti království a na různých místech vypuknou zemětřesení a hladomory. To jsou ale jen počátky porodních bolestí. Dávejte na sebe pozor. Budou vás vydávat soudům a shromážděním. Budete biti a kvůli mně stanete před vládci a králi, abyste jim vydali svědectví. Především ale musí být všem národům kázáno evangelium. (Mk 13, 8–10 (Kral, ČEP)) Tehdy spatří Syna člověka, jak přichází v oblacích s velkou mocí a slávou. Pošle anděly a shromáždí své vyvolené ze čtyř světových stran, od nejzazšího konce země po nejzazší konec nebe. (Mk 13, 26–27 (Kral, ČEP)) Poučte se od fíkovníku tímto podobenstvím: Když jeho větve konečně začnou rašit a nasazovat listí, víte, že léto je blízko. Stejně tak, až uvidíte, že se dějí tyto věci, vězte, že je blízko, že už je ve dveřích! Amen, říkám vám, že toto pokolení nepomine, než se to všechno stane. (Mk 13, 28–31 (Kral, ČEP)) Ten den a hodinu však nikdo nezná - ani andělé v nebi, ani Syn, jedině Otec. Dávejte pozor, bděte, nevíte totiž, kdy ten čas přijde. (Mk 13, 32–33 (Kral, ČEP)) | “ |